# Hunnenschlacht
Hunnenschlacht (S 105) is een symfonisch gedicht gecomponeerd door Franz Liszt. Het is geïnspireerd op een fresco van Wilhelm von Kaulbach.

## Beschrijving

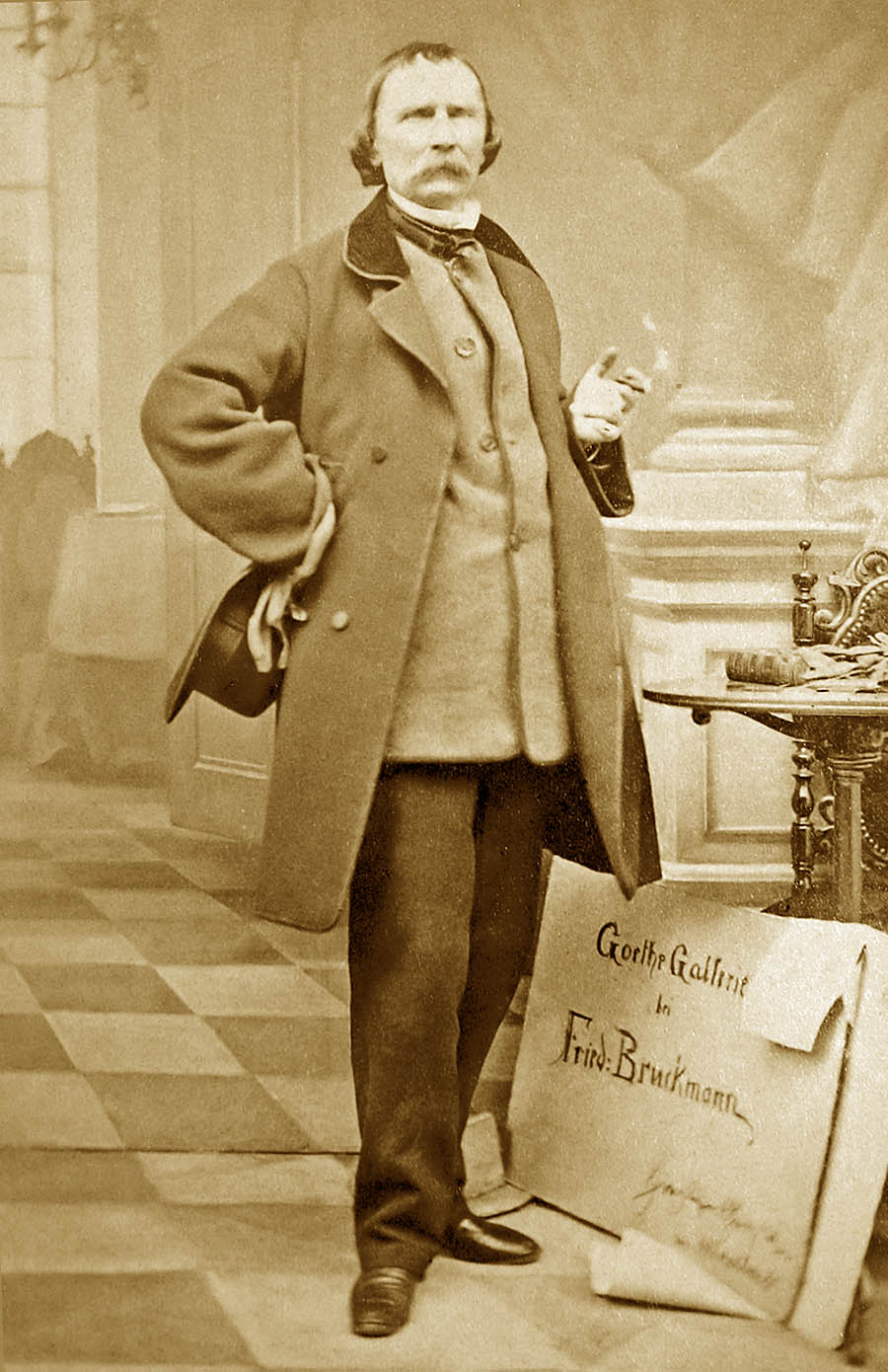
Portret van Wilhelm von Kaulbach

Dit symfonische gedicht is een muziekstuk in één deel, hoorbaar onderverdeeld in enkele onderdelen. Het werk is in 1857 voltooid en behoort daarmee tot de latere symfonische gedichten van Liszt. Hij begon aan het componeren van Hunnenschlacht in 1855 toen het genre ‘symfonisch gedicht’ al een grote vlucht had genomen. Meer en meer componisten pakten deze nieuwe mogelijkheid om zich te uiten op. Het idee voor deze compositie kwam (weer eens) van prinses Sayn-Wittgenstein. Zij was gefascineerd door een fresco - een weergave van een historische scène van de grote Slag op de Catalaunische Velden (Châlons) in 451 - van de Duitse schilder Wilhelm von Kaulbach dat tot de Tweede Wereldoorlog bij de trappen van het toenmalige Berliner Museum heeft gehangen. De prinses stuurde Liszt een reproductie ervan. Volgens de legende was de slag van zo’n enorme intensiteit en barbaarsheid dat de geesten van de slachtoffers op weg naar de hemel nog met elkaar vochten. Kaulbach portretteert zowel het hemelse als het aardse element en laat zien dat de christenen uiteindelijk de ‘wilden’ overwonnen. Liszt wilde dit fresco absoluut op muziek zetten en hij plande zelfs enkele andere muziekstukken op historische scènes van Kaulbach die als cyclus de naam ‘Weltgeschichte in Bildern und Musik’ zou moeten krijgen. Maar, net als bij het symfonisch gedicht Heroïde funèbre, S 102, bleef het bij één deel: Hunnenschlacht, dat zich perfect in de rij van andere symfonische gedichten liet opnemen.
Hunnenschlacht is zogenaamde oorlogsmuziek (musica battaglia) en ook meer dan dat. Liszt zet twee ideeën tegenover elkaar: de ‘wilden’ (de Hunnen) worden door een barbaars thema geportretteerd waarbij dit thema een Hongaarse klinkende draai krijgt. Daarentegen krijgen de beschaafde christenen, hier gezien als de verdedigers van het christendom, een thema dat gebaseerd is op het refrein Crux fidelis uit een Gregoriaanse hymne. Deze hymne wordt toegeschreven aan bisschop Venantius Fortunatus uit de 6de eeuw. ‘Het licht van de christenen verblindt de heidense wilden’ schreef Liszt in zijn programma. De spanning tussen de twee polen wordt uiteraard aan het eind van het stuk opgelost door een apotheose waarin de Gregoriaanse melodie klinkt. Zelfs een orgel komt erbij om de juistheid van deze overwinning nog eens krachtig nadruk te geven.